# Vũ trường New Century

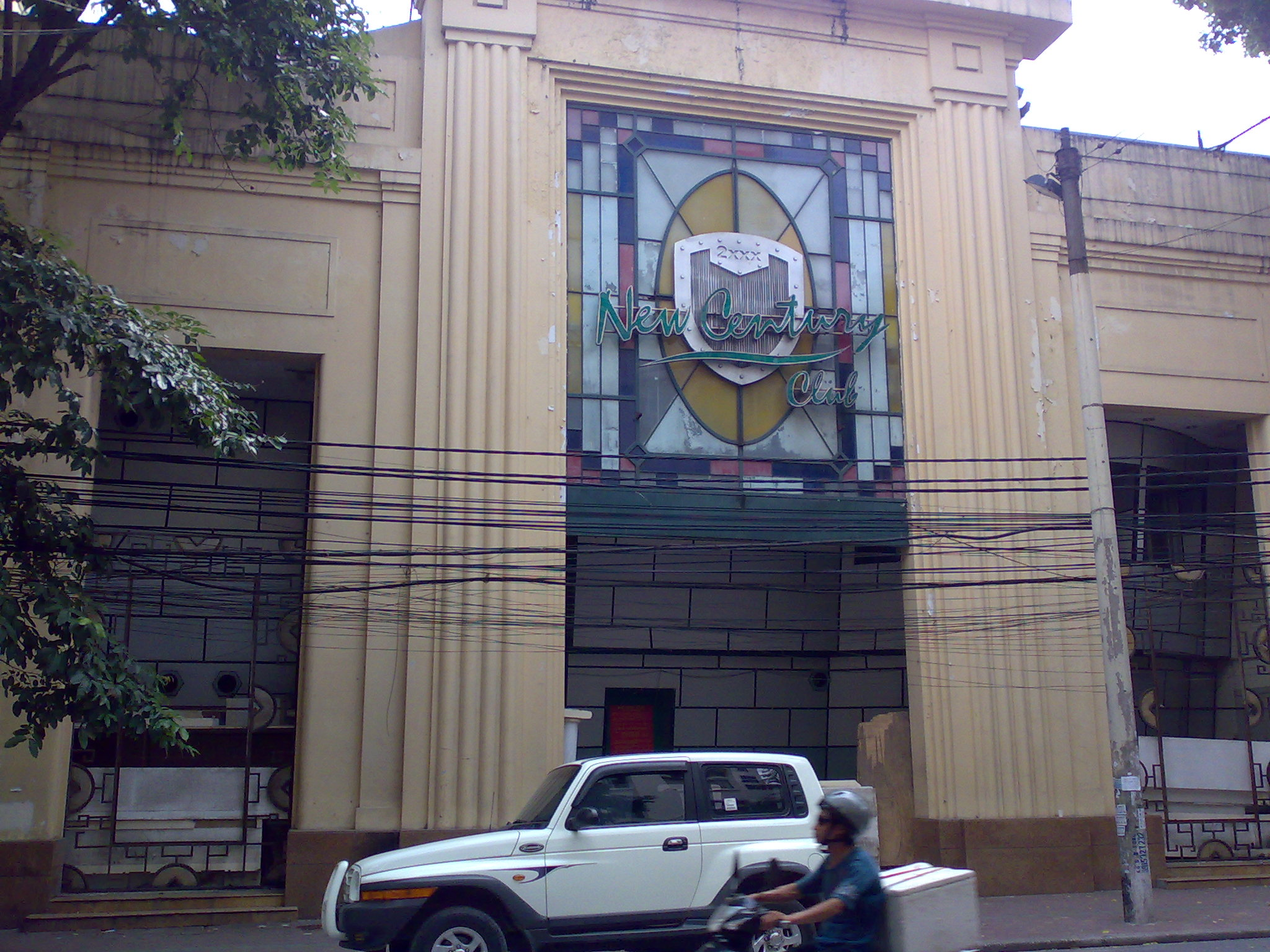
Vũ trường New Century, năm 2009

Vũ trường New Century là một vũ trường nằm trên số 10 Tràng Thi, Hà Nội, thành lập từ năm 1999, được coi là một trong những tụ điểm ăn chơi bậc nhất Hà Nội năm 2007. Chủ quản vũ trường là Công ty TNHH Hoa Phượng Thăng Long.

## Sự kiện ma túy ở Vũ trường
Ngày 28 tháng 4 năm 2007, Cục Cảnh sát điều tra tội phạm về ma túy, Bộ Công an đã tổ chức thi hành chuyên án Kế hoạch 23 và Điện của Bộ Công an Lưu trữ ngày 2 tháng 5 năm 2007 tại Wayback Machine với hơn 500 cảnh sát. Khi đó giám đốc công an Hà Nội - thiếu tướng Nguyễn Đức Nhanh không biết trước kế hoạch và trụ sở công an quận Hoàn Kiếm nằm cách đó 500 m cũng không hề biết và hoàn toàn bị bất ngờ. Chuyên án bí mật của Tổng cục Cảnh sát đã thành công ngoài dự kiến: phá tụ điểm ăn chơi, phát hiện đường buôn ma túy, đường dây gái gọi, trốn thuế...

## Thông tin thêm
Trước đây chuyên án triển khai thường không hiệu quả vì thông tin đã được tội phạm biết trước do chính những người công an bị mua chuộc tiết lộ bí mật, hoặc chính là người bảo kê cho tội phạm. Chuyên án này là cuộc thử nghiệm cho các chuyên án sau, đến giám đốc công an Hà Nội và công an quận Hoàn Kiếm, công an Phường cũng không được biết.
17 người bị kỷ luật liên quan đến vũ trường ở 3 ban ngành Hà Nội bao gồm: Công an thành phố Hà Nội, Sở Văn hóa Thông tin, ủy ban nhân dân quận Hoàn Kiếm; hầu hết là chức phó. Còn các đơn vị khác tự phê bình kiểm điểm.
Viện Kiểm sát Nhân dân quận Hoàn Kiếm ngày 9/12/2008 đã ký quyết định đình chỉ điều tra (miễn trách nhiệm hình sự) với Nguyễn Đại Dương:
"VKSND quận Hoàn Kiếm cho rằng việc khởi tố điều tra với Nguyễn Đại Dương về tội chứa chấp sử dụng chất ma túy là có căn cứ. Tuy nhiên quá trình điều tra không có điều kiện làm rõ mối quan hệ giữa 30 người đã sử dụng ma túy tại vũ trường với các nhân viên phục vụ và người quản lý vũ trường. Mặt khác, tại thời điểm kết thúc điều tra và xử lý vụ án do có một số quy định cụ thể hơn về việc xử lý tội danh chứa chấp chất ma túy nên VKS Hoàn Kiếm đã ra quyết định đình chỉ tội danh trên với ông Dương.
Với việc chỉ còn bị truy tố tội kinh doanh trái phép, theo khung hình phạt của Bộ luật Hình sự Nguyễn Đại Dương sẽ phải đối mặt với mức án cao nhất là 2 năm tù, thấp nhất 3 tháng."